# バルガ (イタリア)
バルガ（伊: Barga）は、イタリア共和国トスカーナ州ルッカ県にある、人口約9,400人の基礎自治体（コムーネ）。

## 地理

### 位置・広がり
ルッカ県北東部に位置する。

#### 隣接コムーネ
隣接するコムーネは以下の通り。括弧内のMOはモデナ県所属を示す。
- コレリア・アンテルミネッリ
- フォシャンドラ
- ガッリカーノ
- モラッツァーナ
- ピエヴェペーラゴ (MO)

### 気候分類・地震分類

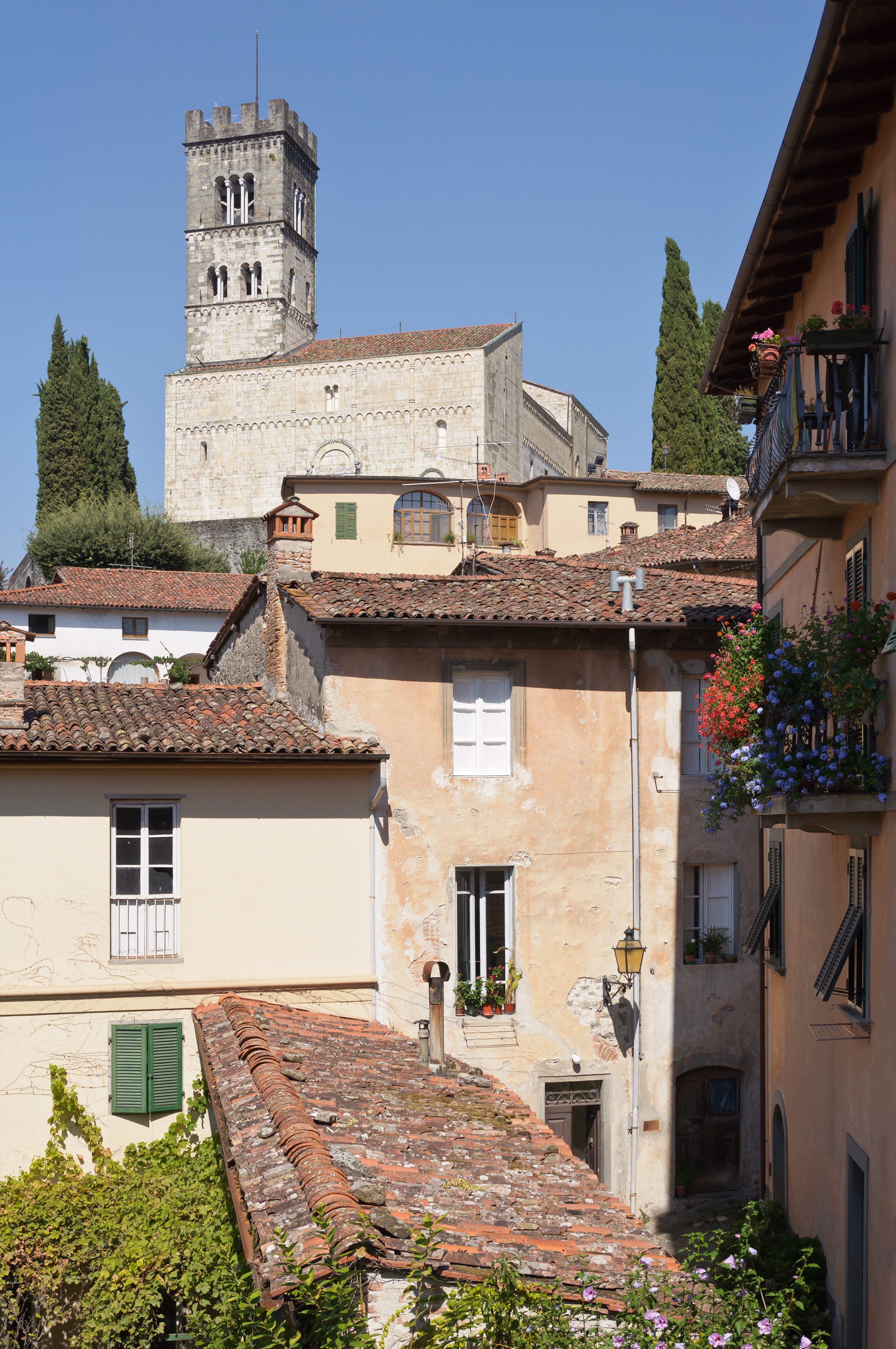
バルガ

バルガにおけるイタリアの気候分類 (it) および度日は、zona E, 2536 GGである。
また、イタリアの地震リスク階級 (it) では、zona 2 (sismicità media) に分類される。

## 行政

### 分離集落
バルガには以下の分離集落（フラツィオーネ）がある。
- Albiano, Castelvecchio Pascoli, Filecchio, Fornaci di Barga, Loppia, Mologno, Ponte all'Ania, Renaio, San Pietro in Campo, Sommocolonia, Tiglio

## 文化・観光
「スローシティ」加盟都市、「イタリアの最も美しい村」クラブ加盟コムーネである。

## 姉妹都市
- グラスゴー、イギリス
- イースト・ロージアン、イギリス
- Hayange、フランス
- イェリヴァーレ、スウェーデン